# شهرستان آسکیزسکی
شهرستان آسکیزسکی (به لاتین: Askizsky District) یک شهرستان در روسیه است که در خاکاسیا واقع شده‌است.